# Girard (Illinois)
Girard – miasto w Stanach Zjednoczonych, w stanie Illinois, w hrabstwie Macoupin.